# Ludvig Sparre
Viktor Ludvig Emanuel Sparre af Rossvik, född 30 maj 1823 på Arnö, Nikolai socken, Södermanlands län, död 6 mars 1895 i Nyköping, var en svensk militär, målare och tecknare.
Sparre blev kadett vid Krigsakademien på Karlberg 1836, underlöjtnant vid Södermanlands regemente 1844, löjtnant 1854, kapten 1864 och major i armén 1878. Sparre som redan i sin ungdom önskade utbilda sig till konstnär tvingades ge vika för sina föräldrars önskan om att han skulle gå den militära banan. På ledig tid från sin tjänst ägnade han sig åt amatörmåleri men på ålderdomen blev han en samvetsgrann konstutövare. När han lärt känna sin blivande svärson Albert Engström kunde han inte tänka sig honom som en framtida konstnär därför att Engström inte gjorde rent sin palett ordentligt. Han utförde några kulturhistoriskt intressanta teckningar med scener ur Nyköpingslivet vid mitten av 1800-talet.
Ludvig Sparre var son till sekundlöjtnanten Bengt Erik Ludvig Sparre af Rossvik och Fredrika Elisabet Hornung Han var gift med Gerda Sköldberg, dotter till läkaren Sven Erik Sköldberg. De blev föräldrar till författaren Erik Sparre.